# Axiologia
L'axiologia és una branca de la filosofia que estudia els valors, tant en el sentit de l'ètica com de l'estètica, per decidir sobre el seu caràcter objectiu o subjectiu i la nòmina dels més importants per a les diferents cultures. Juntament amb la deontologia forma la metaètica. Es considera una de les grans branques de la filosofia, juntament amb l'epistemologia o l'ontologia.
Si bé la paraula va sorgir al segle ii, fins al segle xix no es va convertir en una disciplina independent, amb teòrics com Max Scheler o Friedrich Wilhelm Nietzsche. Posteriorment destaquen les contribucions de Max Weber.